# Hjorthornslav
Hjorthornslav (Cladonia cervicornis) är en lavart som först beskrevs av Erik Acharius, och fick sitt nu gällande namn av Flot. Hjorthornslav ingår i släktet Cladonia och familjen Cladoniaceae.  Utöver nominatformen finns också underarten verticillata.
I den svenska databasen Dyntaxa används istället namnet Cladonia pulvinata för samma taxon.  Arten är reproducerande i Sverige.

## Bildgalleri

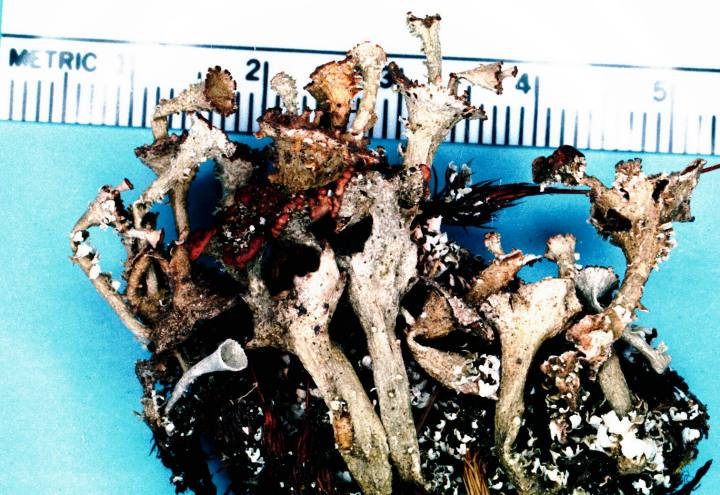
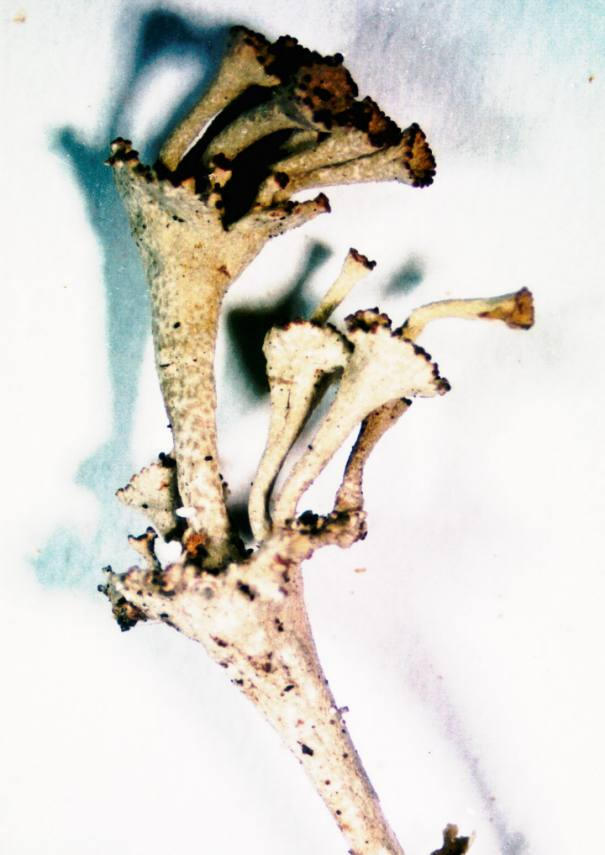
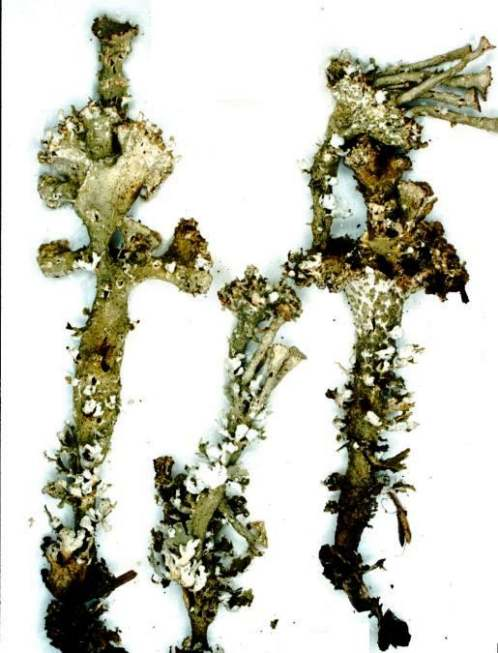